# دوئل (فیلم ۲۰۱۶)
دوئل (به انگلیسی: The Duel) فیلمی در ژانر وسترن به نویسندگی مت کوک و کارگردانی کیرن دارسی-اسمیت و محصول سال ۲۰۱۶ ایالات متحده آمریکا است. لیام همسورث، وودی هرلسون، آلیس براگا، اموری کوئن و ویلیام سدلر در آن به ایفای نقش پرداخته‌اند. این فیلم به صورت انتشار محدود و ویدئو هنگام درخواست توسط لاینزگیت پریمیر در تاریخ ۲۴ ژوئن ۲۰۱۶ در دسترس قرار گرفت.

## داستان
داستان فیلم در ۱۸۸۷ در مرز تگزاس رخ می‌دهد. یک تگزاس رنجر برای تحقیق دربارهٔ جنایاتی در حق شهروندان مکزیکی به ویژه مفقود شدن خواهرزادهٔ یک ژنرال مکزیکی به شهری مرزی فرستاده می‌شود. شهردار مرموز این شهر مردی است که سال‌های پیش در یک دوئل پدر رنجر را کشته‌است. رنجر یادشده به اتفاق همسرش به آن شهر می‌رود ولی با اتفاقات شگفتی رودرو می‌شود.